# Steven Soter
Steven Soter, né à Los Angeles (Californie) en mai 1943, est un astrophysicien américain qui occupe actuellement les postes de scientifique résident (scientist-in-residence) pour le Programme d'études environnementales (Environmental Studies Program) de l'université de New York et d'associé de recherche (Research Associate) au département d'astrophysique du Muséum américain d'histoire naturelle. Il est un des proposant de la définition des planètes de l'Union astronomique internationale.

## Études
Soter a reçu son baccalauréat (Bachelor's degree, équivalent en France à la licence) en astronomie et physique de l'université de Californie à Los Angeles (UCLA) en 1965 sous la direction de George Ogden Abell et Peter Goldreich, puis son doctorat en astronomie de l'université Cornell en 1971 sous la direction de Thomas Gold, Carl Sagan et Joseph Burns.

## Travaux de recherche
En 1974, Soter suggéra que la poussière produite par des bombardements météoritiques de Phœbé, la lune de Saturne, pourrait se retrouver en orbite autour de la planète jusqu'à ce qu'elle atteigne Japet, une autre lune de Saturne, et que ce serait la raison de la dichotomie sombre/clair caractéristique de ce dernier satellite. Bien que n'étant pas la seule cause, il fut ultérieurement prouvé grâce aux données de la sonde spatiale Cassini que la poussière provenant des satellites irréguliers de Saturne jouent effectivement un rôle important dans la coloration de Japet,. La découverte en 2009 autour de Saturne de l'anneau de Phœbé renforça la probabilité que le processus décrit par Sotter joue un rôle dans l'apparence de Japet,.
En 1977-1979, Soter co-écrit avec Ann Druyan la série documentaire Cosmos de 1980 dédiée à l'astronomie et présentée par Carl Sagan. Depuis lors, il a aussi été conseiller pour plusieurs documentaires scientifiques dont le film IMAX films Blue Planet (en) et Cosmic Voyage (en).
En 1997, Soter commença à travailler au Hayden Planetarium du Muséum américain d'histoire naturelle puis devint associé de recherche. Il contribua aussi de façon importante à la recherche concernant la ville grecque antique d'Hélice.
En 2007, après que l'Union astronomique internationale a voté pour définir ce qu'est une planète, Soter publia un article dans Scientific American à l'intérieur duquel il décrit une expression mathématique, baptisée « discriminant planétaire », afin de montrer comment le critère de nettoyage de l'orbite requis par l'UAI peut être utilisé en pratique. Il avait déjà écrit un article plus technique sur le même sujet en 2006, qu'il avait soumis à l'The Astronomical Journal avant que l'UAI ne prenne sa résolution.
En 2014, il s'associa à nouveau à Druyan pour co-écrire une nouvelle mini-série télévisée, Cosmos : Une odyssée à travers l'univers, présentée par son collègue du MANH Neil deGrasse Tyson.